# پاگانی (کومونه)
پاگانی (به ایتالیایی: Pagani) یک کومونه در ایتالیا است که در استان سالرنو واقع شده‌است.

## خصوصیات
پاگانی ۱۲ کیلومترمربع مساحت و ۳۴٬۷۷۵ نفر جمعیت دارد و ۳۵ متر بالاتر از سطح دریا واقع شده‌است.

## خواهرخوانده
شهر Vaglia خواهرخواندهٔ پاگانی (کومونه) هست.